# Nicolas Vercauteren
Nicolas Vercauteren (Saint-Nicolas (Flandre-Orientale), 4 avril 1821 - Gand, 20 août 1876) fut le quatrième supérieur général des Frères de la charité de Gand.

## Biographie
Constantin Vercauteren était le fils de Piet-Jan Vercauteren et de Barbara Rombaut. Il entra dans la congrégation des Frères de la charité en 1842 et prit le nom en religion de Nicolas. Il prononça ses vœux perpétuels le 14 août 1843.
Pendant trente ans il fut actif dans l'enseignement. Même après être devenu le supérieur général, il continua à assurer la direction de l'école primaire de la Bijloke. Les livres d'école qu'il écrivit, lui procurèrent une réputation de pédagogue.
Il gagna en outre une flatteuse réputation en tant que collecteur de fonds, ce dont la congrégation en pleine expansion avait grand besoin. Son aspect calme et aimable inspirait confiance auprès des bienfaiteurs. Dans cette activité il était fortement secondé par sa sœur célibataire, Coralie. En plus de récolter des fonds, celle-ci devint une grande propagandiste pour la congregation et convainquit des dizaines de jeunes gens à la rejoindre.

## Supérieur général
Le 6 octobre 1871 les frères-électeurs élurent dès le premier tour celui qui devait succéder au supérieur général exceptionnel qu'avait été Aloysius Bourgois. Vercauteren connaissait bien la congrégation, ayant été membre depuis de nombreuses années de son conseil général. Mieux que quiconque connaissait-il le point faible de la congrégation que constituait la situation financière précaire. La forte expansion avait exigé de nombreux investissements. Les propriétés appartenant à la congrégation été grevées d'hypothèques et la charge de la dette était considérable. Par suite des remous politiques qui s'étaient produits dans bon nombre de communes, les contributions dues aux établissements que les Frères dirigeaient pour le compte de la commune n'étaient pas adaptées à l'augmentation du coût de la vie. Un certain nombre de maisons était déficitaire.
Il y avait lieu d'y remédier afin d'éviter une débâcle financière. Vercauteren engagea une offensive générale en direction des communes afin d'obtenir des interventions plus importantes. Il y réussît dans beaucoup de cas. Là où il ne put obtenir gain de cause, il prit à son regret la décision de se défaire de l'institution déficitaire. Ce fut le cas d'un orphelinat à Anvers, grevé de dettes insurmontables. La survie des instituts pour enfants sourds-muets à Gand et à Woluwe-Saint-Lambert ne tenait plus qu'à un fil lorsque Vercauteren parvint à les sauver de la débâcle. Il se rendit également au Canada pour y restaurer les finances de la fondation lointaine appartenant à la Congrégation.
Après trois années d'efforts, les dettes de la congrégation avaient été diminuées de moitié. Il n'y eut dès lors aucune surprise au fait que lorsque son mandat fut parvenu à son terme, Vercauteren fut reconduit par 32 voix sur 35.
L'assainissement des finances ne l'empêcha pas de veiller également à l'observance scrupuleuse des règles monastiques. À cet égard il n'était pas moins exigeant que ses prédécesseurs.
Il innova en outre par l'admission de très jeunes postulants. La règle avait été jusqu'àlors de n'admettre que des hommes adultes, libérés du service militaire. Nicolas se rendait compte que de plus en plus des collaborateurs professionnellement formés devenaient indispensables, tant dans l'éducation que pour les soins de malades. Le plus tôt cette formation pouvait débuter, le mieux cela vaudrait. Ce fut le début des juvénats, ouverts aux garçons dès l'âge de quatorze ans. En moyenne trente pour cent des 'juvénistes' adhérait ensuite à la congrégation.

## Bilan
Au beau milieu de son second mandat Nicolas fut frappé d'un cancer. Il n'avait que 55 ans lors de sa mort.
À l'heure de sa mort, la Congrégation comptait 277 membres profès, répartis dans 17 maisons : 7 à Gand, 3 à Malines, 2 à Bruges et à Liège, 1 à Tournai (Froidmont), Montréal et Boston. Les frères prodiguaient leurs soins à 1600 personnes, vieillards et malades mentaux, tandis qu'ils offraient de l'éducation à 3500 jeunes, parmi lesquels un grand nombre de handicapés visuels ou auditifs.

## Littérature
- Koenraad REICHGELT, De Broeders van Liefde I, 1807-1876, Gand, 1957.
- René STOCKMAN, Liefde in actie. 200 jaar Broeders van Liefde, Louvain, 2006.